# دکلان فریت
دکلان فریت (انگلیسی: Declan Frith؛ زادهٔ ۱۶ مهٔ ۲۰۰۲) بازیکن فوتبال است.